# 英雄派遣公司
《英雄派遣公司》（日语： Herokanpani）是一部日本OAD动畫，由同名漫画改编。于2015年秋随漫画单行本第8卷同捆发售。

## 幕后制作
- 原作：岛本和彦
- 监督：Bob白旗
- 剧本：广田光毅
- 角色设计：田头忍
- 动画制作：Studio DEEN

## 角色配音
- 天野银河：入野自由
- 霸堂大地：杉田智和
- 武装瞬：浪川大辅
- 日向光：渕上舞
- 剑早紅：Lynn
- 牙·奇汉：小西克幸
- 卡卡欧·瓦伦丁：关智一
- 银河的母亲：井上喜久子[1]

## 外部連結
- 英雄公司官方網站 （页面存档备份，存于）（日語）